# Teagan Micah
Teagan Jade Micah, née le 20 octobre 1997 à Redcliffe, est une footballeuse internationale australienne. Elle joue au poste de gardienne de but à l'OL Lyonnes.

## Biographie

### En club
Teagan Micah intègre le système universitaire américain en décrochant une bourse à l'UCLA. Elle réalise de très bonnes performances avec les Bruins entre 2016 et 2019.
Elle retourne jouer en Australie, cette fois avec le Melbourne Victory, puis son rival le Melbourne City. Entre deux saisons australiennes, elle joue en Norvège, pour Arna-Bjørnar, où elle décroche plus de temps de jeu qu'aux antipodes. Elle rejoint ensuite le FC Rosengård, poids lourd du championnat suédois, en 2021, où elle occupe la place de titulaire.
Après deux saisons à Rosengård, elle rejoint Liverpool en WSL.
En 2025, elle est recrutée par l'OL Lyonnes pour être la doublure de Christiane Endler.

### En sélection
Après avoir joué avec les sélections de jeunes australiennes, elle est appelée une première fois avec l'équipe senior en 2017. Elle est ensuite de nouveau appelée pour un match amical contre les États-Unis. Le mois suivant, elle est sélectionnée afin de disputer la Coupe du monde 2019 organisée en France.
En juin 2021, elle dispute enfin son premier match lors d'une rencontre amicale face à la Suède (0-0).
Sélectionnée pour les Jeux olympiques de Tokyo en 2021, elle commence le tournoi en tant que doublure de Lydia Williams. Après une performance mitigée de cette dernière, elle est propulsée titulaire, à nouveau face à la Suède (défaite 2-4), puis face aux États-Unis (0-0). En quarts de finale face à la Grande-Bretagne, elle réalise un excellent match, avec notamment un penalty arrêté, pour permettre à l'Australie d'atteindre le dernier carré. L'équipe termine finalement quatrième du tournoi.
Les blessures l'empêchent ensuite de conserver sa place de titulaire avec les Matildas, devancée par Mackenzie Arnold lors de la Coupe du monde 2023 et des Jeux olympiques 2024.

## Vie privée
Teagan Micah est ouvertement lesbienne.